# Sustentaculum tali
Sustentaculum tali (Sustentaculum tali), numit și consolă astragaliană sau apofiza mică a calcaneului este o voluminoasă proeminență puternică, în formă de consolă, aflată pe fața medială a calcaneului, pe  care se sprijină talusul. Ea este situată anterior și deasupra șanțului calcanean.  Pe fața superioară (dorsală) a acestei proeminențe se află fața talară mijlocie a calcaneului, care corespunde cu fața articulară calcaneană mijlocie a talusului și servește la articularea și susținerea talusului. Pe fața inferioară a sustentaculum tali se găsește șanțul tendonului mușchiului flexor lung al halucelui (Sulcus tendinis musculi flexoris hallucis longi) pe unde alunecă tendonul mușchiului flexor lung al halucelui. Pe marginea sa liberă se inseră: anterior, ligamentul calcaneonavicular plantar (Ligamentum calcaneonaviculare plantare), iar posterior, mușchiul tibial posterior (Musculus tibialis posterior) și partea tibiocalcaneană a ligamentului colateral medial al articulației talocrurale (Pars tibiocalcanea ligamenti collateralis medialis).